# Карлтон Мајерс
Карлтон Мајерс (итал. Carlton Myers; 30. март 1971) је бивши италијански кошаркаш британског порекла. Играо је на позицији бека.

## Каријера
Рекордер је по броју постигнутих поена у једној утакмици италијанског првенства. У сезони 1994/95. постигао је 87 поена (32/35 слоб. бацања, 14/22 за 2 поена, 9/19 за три), у победи 147:99 против Либертас Удина.
У Евролиги 2000/01, Мајерс је у дресу Фортитудо Болоње постигао 41 поен за победу 88:70 против Реал Мадрида.

## Репрезентација
Био је члан италијанске кошаркашке репрезентације која је на Европским првенствима у Шпанији 1997. и Француској 1999. освојила сребрну, односно златну медаљу. Са репрезентацијом је још на Медитеранским играма у Лангдок-Русијону 1993. освојио златну медаљу.

## Успеси

### Клупски
- Италијанско првенство (1): 2000
- Италијански куп (1): 1998.
- Италијански суперкуп (2): 1998, 2004.

### Репрезентативни
- Евробаскет 1997 Сребро
- Евробаскет 1999 Злато

### Лични
- МВП Италијанске лиге (2): 1994, 1997.
- МВП Италијанског купа (1): 1998.
- Најбољи стрелац Евролиге (1): 1997.
- Евробаскет 1999 Прва петорка такмичења